# Phytomyza flexuosa
Phytomyza flexuosa este o specie de muște din genul Phytomyza, familia Agromyzidae, descrisă de Spencer în anul 1986.
Este endemică în Washington. Conform Catalogue of Life specia Phytomyza flexuosa nu are subspecii cunoscute.